# Sagartiowie
Sagartiowie (staroperski: Aš-ša-kar-ti-ia; starożytny grecki: Σαγαρτιοι) – istniejące w starożytności plemię irańskie. Na podstawie „Dziejów” Herodota, który pisał, że służyli w jeździe perskiej, można przypuszczać, że byli konnymi nomadami. Ten sam autor pisze, że nie korzystali oni z żadnej broni białej poza sztyletem, wykorzystując przede wszystkim lasso.

## Historia
Nie jest do końca jasne, jakie tereny zamieszkiwali i na temat ten powstało kilka koncepcji. Część historyków lokuje ich siedziby w pobliżu Partii, inni natomiast w okolicach dzisiejszego Jazdu. Trzecia teoria opiera się na wzmiance Stefanosa z Bizancjum o półwyspie Sagartía nad Morzem Kaspijskim. Ostatnia z najpopularniejszych, opierająca się na wzmiankach Klaudiusza Ptolemeusza, głosi iż zamieszkiwali oni Medię albo jej okolice. Wiąże się ona z identyfikowaniem jako Sagartiów podobnie nazywającego się plemienia, na które natknął się w Zagrosie pod koniec VIII wieku p.n.e. Sargon II i które po upadku Imperium Nowoasyryjskiego miało otrzymać od Kyaksaresa tereny wokół Arbeli. Być może rzeczywiście Sagartiowie powiązani byli z Medami, od Herodota wiemy jednak, że kiedy Cyrus pokonał Astyagesa, zaczęli oni służyć w armii perskiej. Według tego samego autora Sagartiowie należeli do 14. okręgu podatkowego w Imperium Perskim i wspólnie z innymi ludami zobowiązani byli do płacenia Wielkim Królom 600 talentów. 
Wierni Achemenidom za czasów Cyrusa, próbowali sięgnąć po niezależność w czasie zamętu po śmierci Kambyzesa II. Na ich czele stanął wówczas Tritantaechmes, który ogłosił się królem pochodzącym z dynastii Kyaksaresa. Został on jednak pokonany przez jednego z dowódców Dariusza, zwanego Takhmaspâda, po czym został ukrzyżowany w Arbeli. Sagartiowie poddali się Dariuszowi i weszli w skład jego państwa i armii. Herodot pisze o ich udziale w wyprawie na Grecję. Po tej wojnie znikają ze źródeł, nie ma o nich żadnych wzmianek nawet w czasie wyprawy Aleksandra Macedońskiego, który na pewno dotarł do zamieszkiwanych przez Sagartiów terenów.